# Rafał Janicki
Rafał Janicki (Stettino, 5 luglio 1992) è un calciatore polacco, difensore del Górnik Zabrze.

## Caratteristiche tecniche
Difensore centrale, può essere schierato come terzino su entrambe le fasce.

## Carriera

### Club
Il Lechia Danzica acquista le prestazioni di Janicki nell'estate del 2010 in cambio di 25000 €.